# Natuurwetenschappelijk Tijdschrift voor Nederlandsch Indië
Natuurwetenschappelijk Tijdschrift voor Nederlandsch Indië (abreviado Natuurw. Tijdschr. Ned.-Indië) fue una revista con ilustraciones y descripciones botánicas que fue editada en Batavia desde el año 1941 hasta 1946. Fue precedido por Natuurkundig Tijdschrift voor Nederlandsch-Indië.